# Sam H. Jones
Sam Houston Jones, född 15 juli 1897 i Merryville, Louisiana, död 8 februari 1978 i Lake Charles, Louisiana, var en amerikansk demokratisk politiker. Han var Louisianas guvernör 1940–1944.
Jones studerade juridik och deltog i första världskriget i USA:s armé. Han gifte sig med Louise Gambrell Boyer och paret fick fyra barn. Några år efter Huey Longs död styrdes Louisiana fortfarande av Longs vänner och släktingar. Longs bror Earl Long hade 1939 tillträtt som guvernör och utmanades i demokraternas primärval inför guvernörsvalet 1940 av Jones som lovade att få slut på korruptionen. Jones vann både i primärvalet och i själva guvernörsvalet och fick igenom reformer bland annat i syfte att göra valfusk svårare. Efter en hel mandatperiod var det inte på den tiden möjligt att ställa upp för en andra mandatperiod i rad. Jones efterträddes 1944 som guvernör av Jimmie Davis. I guvernörsvalet 1948 fick Jones ställa upp på nytt men besegrades i demokraternas primärval av Earl Long trots att han stöddes av New Orleans borgmästare Chep Morrison.
Metodisten Jones avled 1978 och gravsattes på Prien Memorial Park Cemetery i Lake Charles.